# Mistrzostwa Brazylii w Lekkoatletyce 2010
Mistrzostwa Brazylii w Lekkoatletyce 2010 – zawody lekkoatletyczne, które odbyły się od 15 do 19 września w São Paulo.

## Rezultaty
| PB – rekord życiowy \| w – wynik uzyskany przy zbyt silnym wietrze |

### Mężczyźni
| Konkurencja:                  | Złoto                  | Wynik        | Srebro                    | Wynik       | Brąz                       | Wynik       |
| Bieg na 100 m                 | Jefferson Lucindo      | 10,39 PB     | Nílson Andrè              | 10,52       | Sandro Viana               | 10,57       |
| Bieg na 200 m                 | Jefferson Lucindo      | 20,75 PB     | Sandro Viana              | 20,78 SB    | Nílson Andrè               | 21,00       |
| Bieg na 400 m                 | Hederson Estefani      | 46,14 PB     | Kléberson Davide          | 46,16 PB    | Fabio Vedrani              | 46,17 PB    |
| Bieg na 800 m                 | Kléberson Davide       | 1:46,45      | Fabiano Peçanha           | 1:47,09     | Lutimar Paes               | 1:47,20     |
| Bieg na 1500 m                | Leandro Oliveira       | 3:42,69      | Hudson de Souza           | 3:43,29     | Fabiano Peçanha            | 3:44,51 SB  |
| Bieg na 5000 m                | Leandro Oliveira       | 14:12,73 PB  | Robson de Lima            | 14:13,27 PB | Marcelo Cabrini            | 14:18,87    |
| Bieg na 10000 m               | Marílson dos Santos    | 28:44,59 SB  | Damiao Anselmo de Souza   | 29:19,98 SB | Reginaldo Campos           | 29:21,83 SB |
| Bieg na 110 m przez płotki    | Éder Antônio Souza     | 14,03        | Thiago Castelo Branco     | 14,10       | João Vitor de Oliveira     | 14,15       |
| Bieg na 400 m przez płotki    | Mahau Suguimati        | 50,26        | Andrés Silva              | 50,34       | João Eufrazio Neto         | 50,63       |
| Bieg na 3000 m z przeszkodami | Hudson de Souza        | 8:44,38 SB   | Celso Ficagna             | 8:45,02 SB  | Mario Bazán                | 8:45,11 SB  |
| Chód na 20 km                 | Mário José dos Santos  | 1:27:39      | Juan Manuel Cano          | 1:30:13     | Jonathan Riekmann          | 1:30:23 PB  |
| Skok wzwyż                    | Jessé de Lima          | 2,20 SB      | Guilherme Cobbo           | 2,16        | Andretty Barbosa Lisboa    | 2,16 SB     |
| Skok o tyczce                 | Fábio da Silva         | 5,56         | Augusto Dutra de Oliveira | 5,20        | Thiago da Silva            | 5,10 PB     |
| Skok w dal                    | Mauro da Silva         | 8,01         | Rogério Bispo             | 7,98w       | Daniel Pineda              | 7,88w       |
| Trójskok                      | Hilton da Silva        | 16,93 PB     | Jefferson Sabino          | 16,79w      | Jadel Gregório             | 16,59       |
| Pchnięcie kulą                | Ronald Julião          | 18,69 PB     | Gustavo de Mendonça       | 17,77 SB    | Douglas Ataide             | 17,17 PB    |
| Rzut dyskiem                  | Ronald Julião          | 60,62        | Max dos Santos            | 52,66       | Cremilson Julião Rodrígues | 52,30       |
| Rzut młotem                   | Wagner Domingos        | 70,90        | Allan Wolski              | 62,60       | Marcos dos Santos          | 61,08       |
| Rzut oszczepem                | Luiz Fernando da Silva | 72,77        | Víctor Fatecha            | 70,79       | Jander Nunes               | 69,80 SB    |
| Dziesięciobój                 | Ânderson Venâncio      | 7765 pkt. PB | Iván Scolfaro da Silva    | 7621 pkt.   | Carlos Eduardo Chinin      | 7532 pkt.   |

### Kobiety
| Konkurencja:                  | Złoto                       | Wynik      | Srebro                  | Wynik       | Brąz                     | Wynik        |
| Bieg na 100 m                 | Ana Claudia da Silva        | 11,53      | Kauiza Venâncio         | 11,62       | Vanda Gomes              | 11,68        |
| Bieg na 200 m                 | Ana Claudia da Silva        | 23,21      | Vanda Gomes             | 23,49 SB    | Bárbara Leôncio          | 23,78        |
| Bieg na 400 m                 | Geisa Coutinho              | 51,93      | Joelma Sousa            | 52,57 PB    | Jailma de Lima           | 52,99        |
| Bieg na 800 m                 | Jessica dos Santos          | 2:06,79    | Christiane dos Santos   | 2:07,07     | Ana Paula Pereira        | 2:07,58 SB   |
| Bieg na 1500 m                | Tatiele Roberta de Carvalho | 4:27,08 PB | Christiane dos Santos   | 4:27,60     | Sabine Heitling          | 4:31,37      |
| Bieg na 5000 m                | Fabiana Cristine da Silva   | 16:06,41   | Cruz Nonata da Silva    | 16:08,59 PB | Adriana da Silva         | 16:30,27 PB  |
| Bieg na 10000 m               | Fabiana Cristine da Silva   | 34:15,85   | Cruz Nonata da Silva    | 34:16,25    | Adriana da Silva         | 34:28,69 SB  |
| Bieg na 100 m przez płotki    | Maíla Paula Machado         | 13,51 SB   | Fabiana dos Santos      | 13,62       | Anita Souza              | 14,17        |
| Bieg na 400 m przez płotki    | Fernanda Tavares            | 58,55 SB   | Ana Paula Pereira       | 58,69 SB    | Liliane Cristina Barbosa | 59,04        |
| Bieg na 3000 m z przeszkodami | Sabine Heitling             | 10:08,25   | Tatiane Raquel da Silva | 10:55,23 SB | Lilian Priscila Leonel   | 11:02,85     |
| Chód na 20 km                 | Cisiane Lopes               | 1:39:36    | Érica de Sena           | 1:43:17     | Alessandra Picagevicz    | 1:44:31 SB   |
| Skok wzwyż                    | Mónica Freitas              | 1,87 PB    | Aline Fernanda Santos   | 1,80 PB     | Valdiléia Martins        | 1,78         |
| Skok o tyczce                 | Fabiana Murer               | 4,70       | Joana Costa             | 4,15 SB     | Patrícia dos Santos      | 4,10         |
| Skok w dal                    | Keila Costa                 | 6,61       | Kauiza Venâncio         | 6,27 PB     | Tânia da Silva           | 6,15w        |
| Trójskok                      | Keila Costa                 | 14,03w     | Tânia da Silva          | 13,89w      | Luana Aparecida Machado  | 13,04w       |
| Pchnięcie kulą                | Andréa Maria Brito          | 15,65      | Renata Severiano        | 14,98       | Cibelli da Silva         | 14,72 PB     |
| Rzut dyskiem                  | Elisângela Adriano          | 57,59      | Fernanda Raquel Borges  | 57,56 PB    | Andressa de Morais       | 57,04        |
| Rzut młotem                   | Josiane Soares              | 61,17      | Anna Pereira            | 59,03       | Andressa de Morais       | 55,04        |
| Rzut oszczepem                | Laila e Silva               | 56,68 PB   | Jucilene de Lima        | 55,73 SB    | Luziana Tomé             | 52,55 PB     |
| Siedmiobój                    | Vanessa Spínola             | 5677 pkt.  | Melry Neri Caldeira     | 5137 pkt.   | Giovana Cavaleti         | 5134 pkt. SB |